# Heróis do Futuro
A Heróis do Futuro foi uma revista brasileira informativa sobre histórias em quadrinhos e super-heróis criada na década de 1990, pela Editora Press, a revista era concorrente da revista Herói, publicada pelas editoras Acme e Nova Sampa, ambas eram publicadas em formatinho foram criadas depois do sucesso do anime Os Cavaleiros do Zodiaco. Alguns dos colaboradores da revista foram, a advogada Cristiane Sato,  presidente da ABRADEMI (Associação Brasileira de Desenhista de Mangá e Ilustração), os jornalistas e redatores Dario Chaves, Heitor Pitombo, Alexandre Nagado, Sidney Gusman , Carlos Mann (na época proprietário da gibiteria Comix Book Shop)  e Marcos Roberto Lino Paula (presidente do extinto grupo Hero Magazine, que realizava eventos de tokusatsu e anime em São Paulo, capital, nos anos 90). O quadrinhista José Márcio Nicolosi publicou a tira Flip Book Stories, que ensinava os princípios básicos de animação.